# Търпе Кузманов
Търпе Кузманов Стефков, наричан Ашиков, е български революционер, деец на Вътрешната македоно-одринска революционна организация.

## Биография
Търпе Кузманов е роден в 1877 година в бедно семейство в скопското село Драчево, тогава в Османската империя, днес в Северна Македония. Завършва първо отделение в българското училище в родното си село и поради липса на пари не успява да продължи. Присъединява се към ВМОРО през 1898 година, като изпълнява различни задачи. Става куриер за особено важни поръчения и сътрудничи с войводите Боби Стойчев, Дамян Мартинов, Никола Бозаджията, Стойче Солнянец от Солне, Васил Стоянов Аджаларски, Атанас Албански. Става четник в четата на войводата Васил Аджаларски и взима участие в сраженията при Мирковци и Ибрахимово. Пренася голямо количество пушки от четата на Даме Маритнов с село Огнянци, но успява да спаси оръжието и хората си, като ги преоблича в женски дрехи.
В 1905 година е предаден и заловен, затворен в Куршумли хан и подложен на мъчения, но не издава никого. Осъден е на 101 години затвор и изпратен в Еди куле в Солун, откъдето заминава за Смирна и Подрум кале. След Подрум кале е изпратен в тежкия затвор на остров Родос, където с пранги и вериги дочаква Младотурската революция и амнистията в 1908 година.
През Първата световна война, по случай 15-а годишнина от Илинденското-Преображенското въстание, е награден с бронзов медал „За военна заслуга“ за заслуги към постигане на българския идеал в Македония